# 诚心诚意判决
诚心诚意判決（日语：／ Seishin seii Hanketsu */?），是日本大审院（最高裁判所之前身）在1931年（昭和6年）2月20日做出的一项有关婚约（婚姻预约）的成立要件之判決。

## 案件事实经过
大正7年（1918年），具有表姐弟关系的Ｘ（20岁女性）与Ｙ（15岁男性）相互约定今后要结婚，并发生了性关系，但双方没有举行結納（納徵）或在亲戚朋友间举行订婚儀式等。此后X与Ｙ保持同居关系，并产下一子。然后Y去东京生活后，X与他继续保持联系，也因为与Y的婚姻关系而一直保持单身，但她得知Y与其他女性结婚后，以未履行婚约为由起诉Y，要求其赔偿自己的损失。本案一审二审都部分支持了X的诉讼请求。Ｙ随后提起上告，主张只有以结纳等被公众普遍接受的形式才构成婚姻预约，而本案中原被告仅仅是私通、野合关系，否认其构成了婚姻预约。

## 判决
当时日本最高司法机关的大审院经过审理认为，婚姻预约并不仅限于以结纳之礼等一般性的习惯性仪式。当男女双方诚心诚意地希望在将来成为夫妇，从而缔结契约的时候，就与没有类似契约的自由身份的男女产生了某种身份上的差异，可以认为两人之间成立了婚约预约，最终大审院判决驳回Y的上告。
由于该判决中使用了“诚心诚意”这一成语，因此该判决也被后人称为“诚心诚意判決”。
该判决与另一个明确了婚约的成立不需要仪式要件的大正8年（1919年）6月11日判決（民录25辑1010页）共同构成了确立婚约的成立要件的两个著名判决，在日本家族法上具有重要意义。

## 脚注
1. ↑  家族法判例百選［新版・増補］8、『新判例マニュアル 民法Ⅴ』24頁、『民法7 ―親族・相続』99页
2. ↑  昭和5年（オ）第2143号 損害賠償請求事件　法律新聞3240号4頁、法律学説判例評論全集20巻民法208頁
3. ↑  该案审理法官为菰淵清雄、神谷健夫、古川源太郎、水口吉蔵、中島弘道 。
4. 1 2  根据上告理由
5. 1 2 3 4  『新判例マニュアル 民法』25頁。详细事实经过参见东京都立大学家族法研究会「判例における婚姻预约-未発表資料を求めて-14-」東京都立大学法学会雑誌8巻1号233頁（東京都立大学法学部,1967）に掲載された一審、二審判決文に記載がある。
6. ↑  原文為舊字體漢字、假名混用文
7. ↑  家族法判例百選［新版・増補］8-9頁